# Technocentre Orange
Le Technocentre Orange porte le développement des nouveaux produits et l’innovation du groupe Orange depuis 2006. Il concentre l’expertise du groupe en marketing et design des produits/services, dans un environnement multiculturel. 

## Historique
Inauguré en janvier 2006, il employait 500 personnes en 2015 réparties sur quatre sites dans le monde, à Châtillon, Londres, Amman et Abidjan.
Karine Dussert-Sarthe est à la direction du Technocentre Orange de 2019 à fin 2023. Elle succédait à Luc Bretones qui occupait ce poste depuis 2013.

## Implantations dans le monde
Créé à Châtillon en 2006, le Technocentre Orange est implanté en juin 2016 en plein cœur du campus Orange Gardens, destiné à la recherche et à l’innovation. C’est un ensemble de 72 000 m2 de bureaux  qui réunit plus de 3 000 salariés, venus de sept sites franciliens du groupe (Issy-les-Moulineaux, Châtillon et Paris). Le site comprend par ailleurs un fab lab ainsi qu'un lieu destiné aux start-ups : l'objectif étant de développer des synergies avec ces star-ups dans un esprit de partage de l'innovation. Dans ce cadre, elle participe à l'accélérateur The Bridge, dans le cadre de la French Tech culture Provence. L'objectif de cette démarche est d'obtenir la primeur des innovations développées par les start-up. En retour, le Technocentre les accompagne dans le développement de leur business.  
Le Technocentre Orange qui travaille pour 32 pays différents est présent sur plusieurs sites dans le monde :
- Amman en Jordanie, ouvert en 2008, sous la direction de Sophie Berger-Gérard dans le but d’importer et d’adapter la politique marketing du groupe dans les pays émergents[12] ;
- Londres au Royaume-Uni, ouvert en 2008 ;
- Abidjan en Côte d’Ivoire, ouvert en 2011, qui réalise des applications pour l’Afrique[13].

## Domaines d'activités
Les domaines d'investigations du Technocentre sont :
- les applications mobiles[14] ;
- le très haut débit fixe et mobile ;
- les usages à la maison et au sein de la famille comme la télé multi-écran ;
- la domotique ;
- l’Internet en réseau ;
- l'internet des objets.

Près de 90 % des innovations commercialisées par Orange sortent du Technocentre. 

## Les produits et services conçus au Technocentre Orange
Le Technocentre Orange est à l’origine de quelques produits et services emblématiques de la marque, à destination des particuliers et des professionnels : 
- la Livebox : produite depuis septembre 2004, elle constitue l’accessoire central de l’offre d’accès à Internet d’Orange en permettant la distribution d’une connexion haut débit en Ethernet ou en Wi-Fi.

- la TV d’Orange : une offre de télévision par Internet commercialisée depuis 2005. Ce service est aujourd’hui déployé en France, en Pologne, en Espagne et en Roumanie ;

- le Bloc : lancé en février 2014, il s’agit d’un vidéoprojecteur connecté avec haut-parleurs intégré. Le Bloc d’Orange permet de regarder la TV d’Orange mais aussi des contenus web et des fichiers images et vidéos[16] ;

- la Clé TV[17] : sortie en France en juillet 2015, cette clé HDMI permet aux abonnés Orange d’accéder à l’offre TV d’Orange sur n’importe quelle télévision  grâce au WIFI, et cela sans passer par leur Livebox.

Le Technocentre Orange développe également des produits et services entièrement destinés aux professionnels et aux entreprises :
- le Cloud Pro : lancé en même temps que la Livebox 3 Pro, le Cloud Pro d'Orange propose un choix d'applications et de services en ligne permettant aux professionnels de gérer leur activité : synchronisation de fichiers, devis et facturation, comptabilité[18].
- My Office Phone : cette application offre la possibilité de gérer à distance sa ligne professionnelle  : appel depuis un mobile avec affichage du numéro professionnel, transfert d'appels, gestion du standard et de la messagerie[19].